# هرچی تو بخوای (فیلم ۲۰۰۵)
هرچی تو بخوای (به انگلیسی: Everything You Want) یک تله‌فیلم آمریکایی در ژانر کمدی رمانتیک ساخته رایان لیتل محصول سال ۲۰۰۵ میلادی با بازی شیری اپلبی و نیک زانو همراه است. 